# ルジェル・ヨシプ・ボスコヴィッチ

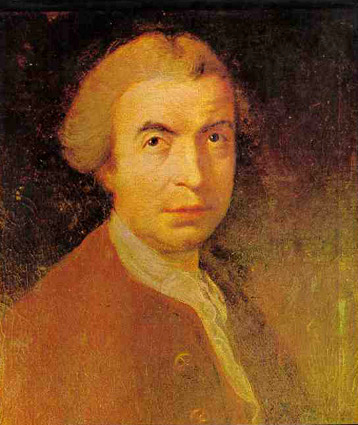
Rudjer Josip Boscovich

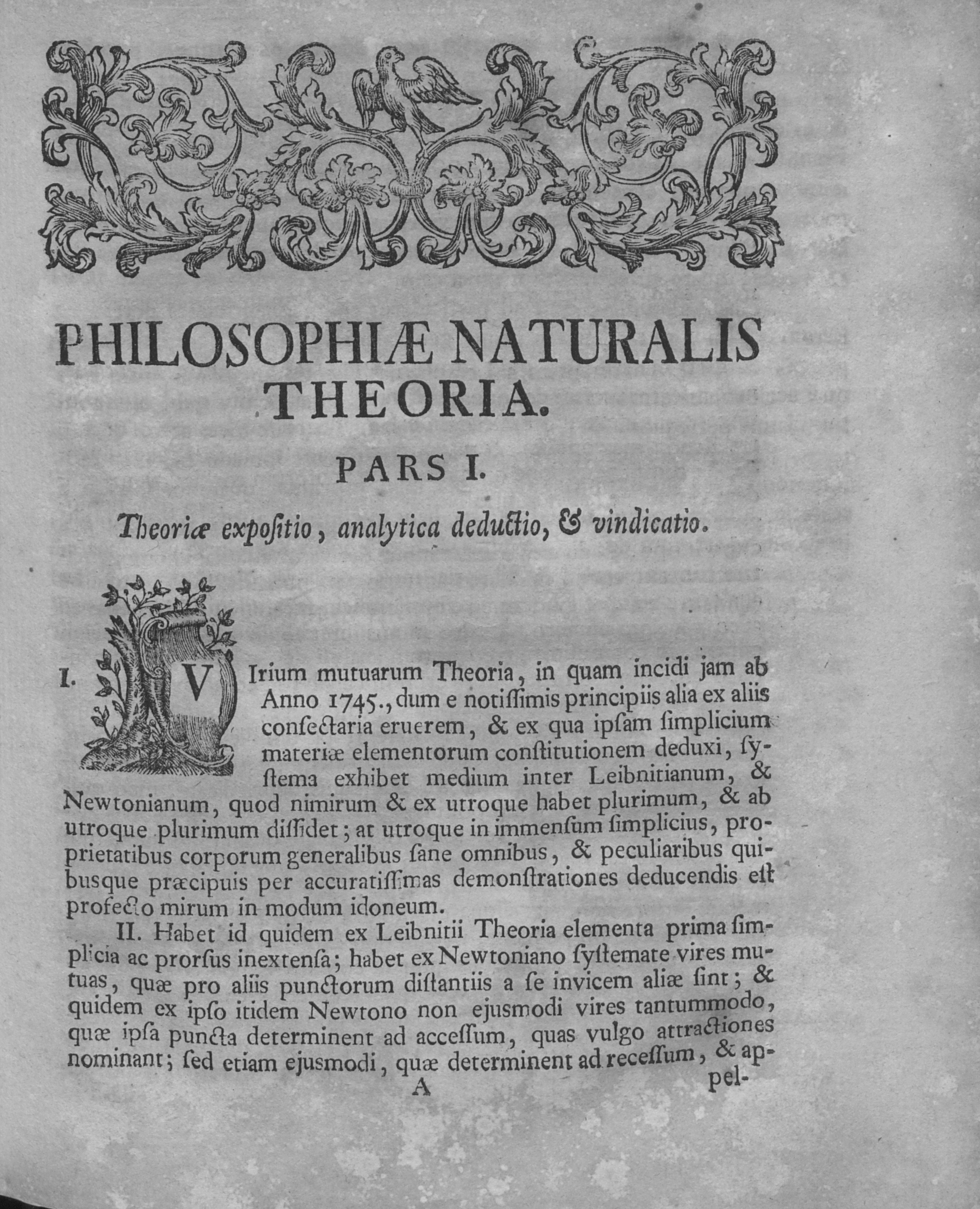
Philosophiae naturalis theoria, 1758

ルジェル・ヨシプ・ボスコヴィッチ または ルッジエーロ・ジュゼッペ・ボスコヴィッチ（Rugjer Josip Bošković 、1711年5月18日 - 1787年2月13日）は、アドリア海沿岸の都市ドゥブロヴニク（当時はラグーサ共和国）に生まれたイエズス会司祭・天文学者・物理学者・数学者である。イタリア、イギリス、フランスで活躍した。
名前はクロアチア語などで
1. Ruđer (Roger) Bošković
2. Ruđer Josip Bošković
3. Ruggero Giuseppe Boscovich
4. Roger Joseph Boscovich , bzw. Roger Boscovich
5. Josip Ruđer Bošković
6. Rugjer (Rudjer) Josip Bošković

などと表記される。
物質の力を起因を点状の均一な原子に還元する考えを1758年の『自然哲学の理論』に著し、後の原子論者に影響を与えた。
幼い頃から才能を示し1725年に教育のためにローマに送られ、グレゴリアン大学（当時は Collegium Romanum）で学び、1740年には数学の教授に任じられた。1750年から約2年間にわたり、ローマ-リミニ間の緯度差2度に相当する子午線弧の測量に従事した。1764年にパヴィア大学の教授となり、ブレラ天文台を設立した。1773年から1783年の間はフランス国王に招かれてパリで暮らした。ミラノで没した。大陸におけるニュートンの万有引力の法則の最初の支持者の一人であり、70冊の光学、天文学、重力の理論、気象学、幾何学の著書を著した。科学的な活動のほかに、外交的な仕事でウィーン、ロンドンなどヨーロッパ各地で活動した。
数学の分野では誤差の絶対値の合計を最小化して回帰式の係数を求める方法を初めて用いたことで知られる。